# Vadastanya
Vadastanya (Каштанове) település Ukrajnában, Kárpátalján, a Beregszászi járásban.

## Fekvése
Beregszásztól északnyugatra fekvő település.

## Története
A trianoni békéig területe Bereg vármegye Mezőkaszonyi járásához tartozott. Ekkor a mesterségesen létrehozott Csehszlovákiához csatolták. A település az újonnan telepített falvak közé tartozik, az 1920-as évek után keletkezett. Az első bécsi döntés alapján 1938 és 1945 között ismét Magyarországhoz került.
1945-ben Szovjetunióhoz csatolták. 1991 óta Ukrajnához tartozik.

## Népessége
Lakossága napjainkban 300 fő körüli, nagyrészt ruszinok és ukránok élnek itt.